# 123794 Deadwood
123794 Deadwood este o planetă minoră (asteroid) din centura de asteroizi. A fost descoperită pe 25 ianuarie 2001 la Badlands Observatory⁠(d) de Ron Dyvig⁠(d) și a fost numită după Deadwood. 
Obiectul prezintă o orbită caracterizată de o semiaxă mare de 2,6759415848046 UAi, o excentricitate de 0,14148993218542, o înclinație de 8,8152787669262 ° în raport cu ecliptica.